# Kirche von Hedeskoga
Koordinaten: 55° 27′ 3,6″ N, 13° 47′ 53,5″ O
Die evangelisch-lutherische Kirche von Hedeskoga (schwedisch Hedeskoga kyrka) befindet sich etwa einen Kilometer nördlich von Ystad in der südschwedischen Gemeinde Ystad in dem zur Provinz Skåne län gehörenden Ort (tätort) Hedeskoga. Sie gehört zur Sövestadsbygdens församling (ehemals Hedeskoga församling) im Bistum Lund.
Das Kirchengebäude wurde Mitte des 12. Jahrhunderts erbaut. Im 15. Jahrhundert wurden der Turm und die getreppten Giebel hinzugefügt. Bemerkenswert ist das reliefgeschmückte romanische Südportal mit Tympanon.
Die Kanzel ist aus dem Jahr 1652, die Malereien und der Schalldeckel wurden später hinzugefügt. Das Altarbild ist von 1714. Die Uhr am Kirchturm ist von 1471.